# Hamilton (Illinois)
Hamilton is een plaats (city) in de Amerikaanse staat Illinois, en valt bestuurlijk gezien onder Hancock County.

## Demografie
Bij de volkstelling in 2000 werd het aantal inwoners vastgesteld op 3029. In 2006 is het aantal inwoners door het United States Census Bureau geschat op 2837, een daling van 192 (-6,3%).

## Geografie
Volgens het United States Census Bureau beslaat de plaats een oppervlakte van 13,9 km², waarvan 9,7 km² land en 4,2 km² water. Hamilton ligt op ongeveer 196 m boven zeeniveau.

## Plaatsen in de nabije omgeving
De onderstaande figuur toont nabijgelegen plaatsen in een straal van 16 km rond Hamilton.